# Limacina helicina
Limacina helicina är en snäckart som först beskrevs av Phipps 1774.  Limacina helicina ingår i släktet Limacina och familjen Limacinidae.

## Underarter
Arten delas in i följande underarter:
- L. h. helicina
- L. h. pacifica
- L. h. acuta

## Bildgalleri

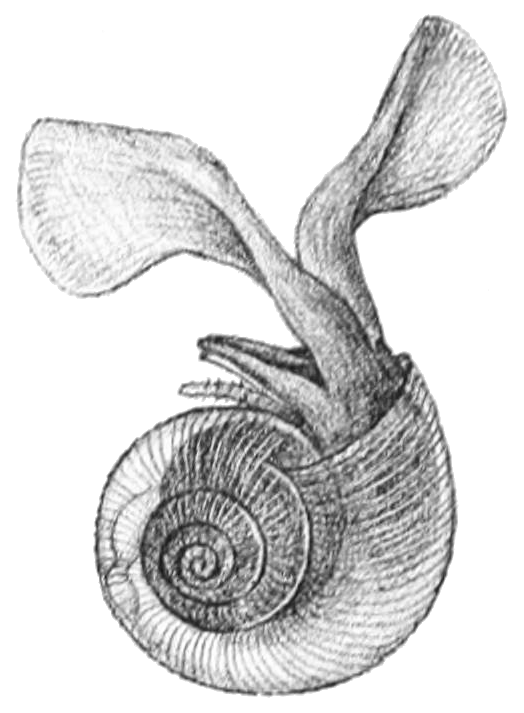
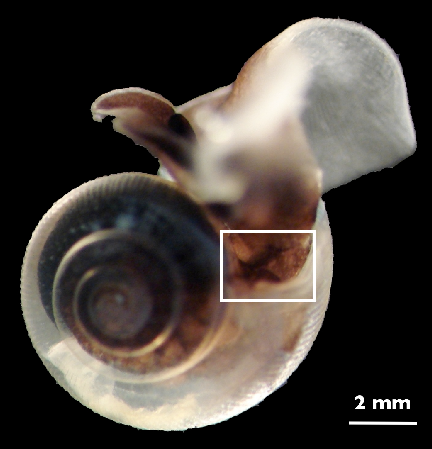
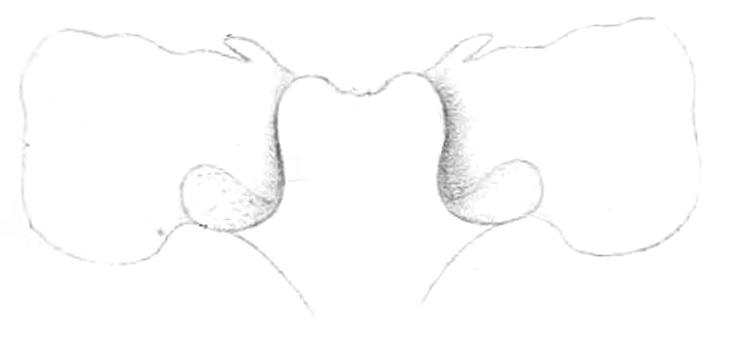
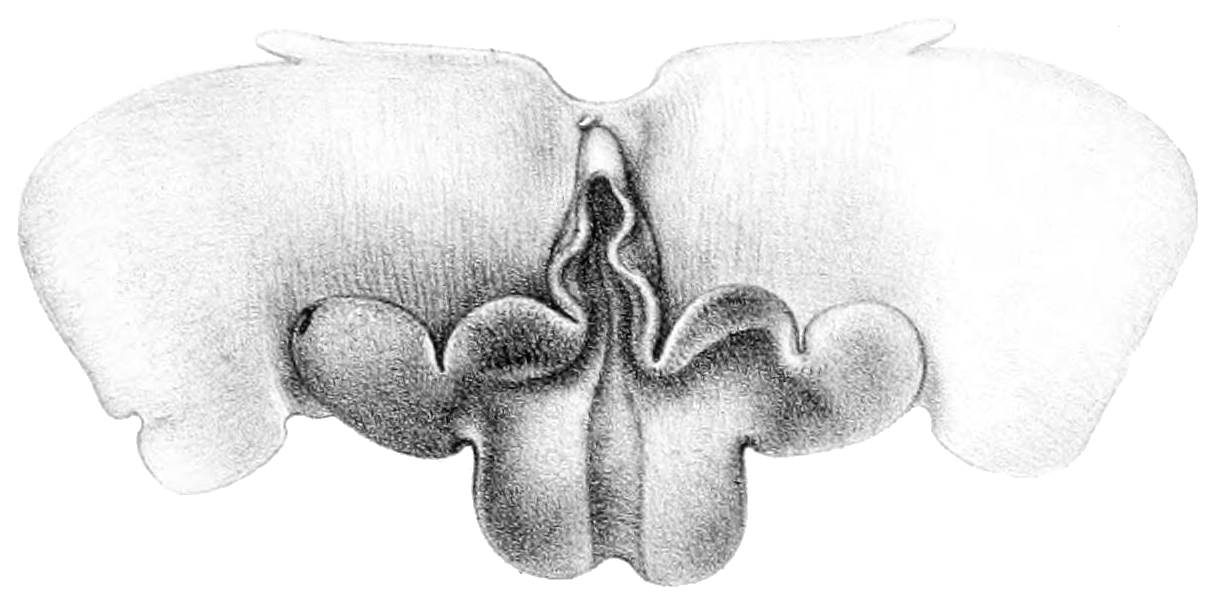
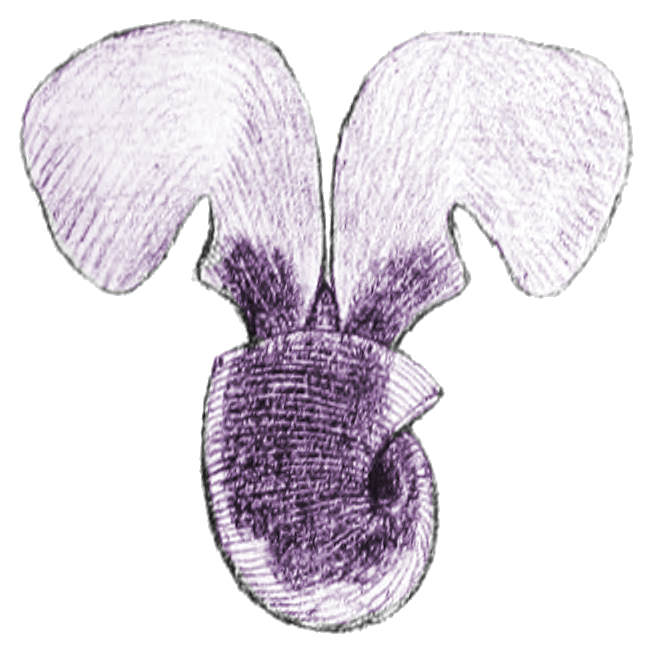
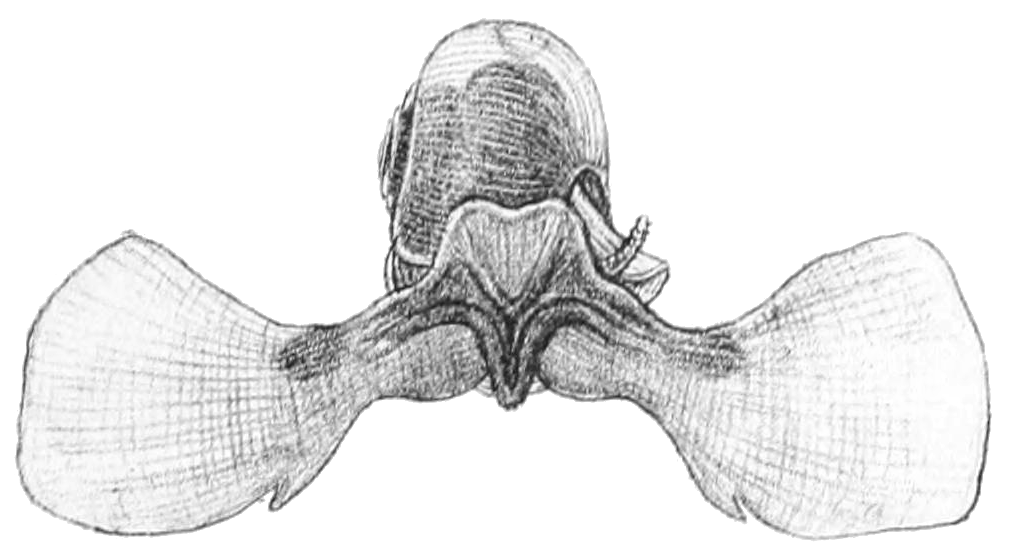